# Rafael de la Viña
Rafael Jiménez de Mingo  dit « Rafael de la Viña », né le 9 juillet 1968 à Albacete (Espagne, Castille-La Manche), est un matador espagnol.

## Carrière
Il participe à sa première novillada piquée à Valence le 19 mai 1985 en compagnie de Daniel Cuevas et d'Andres Caballero, face à des novillos de Bernardino Giménez. Il se présente à Las Ventas le 25 mars 1986 en compagnie de Patrick Varin pour une novillada dont il sort a hombros. 
Le 10 septembre 1987, il prend son alternative à Albacete avec pour parrain El Niño de la Capea et pour témoin José Ortega Cano, face à un taureau, de Carlos Núñez (élevage)|Carlos Núñez. Il confirme son alternative à Madrid le 24 avril 1988, avec pour parrain Francisco Ruiz Miguel et pour témoin Tomás Campuzano devant du bétail de Paloma Eulate. 
Pour ses débuts en France, il triomphe à Nîmes le 10 mai 1989 en compagnie de Morenito de Maracay et de Tomás Campuzano.
Il entame ensuite une carrière en Amérique latine, au Pérou le 7 novembre 1989, puis en Colombie, au Vénézuela et au Mexique.